# BMW 700
De BMW 700 is een wagen van de Bayerische Motorenwerke, die tussen 1959 en 1965 als coupé, sedan met vier plaatsen en als 2+2 cabriolet werd gebouwd.

## Lancering
De BMW 700 was gedeeltelijk op de BMW 600 gebaseerd, maar had als eerste BMW een zelfdragend koetswerk, volledig uit staal. Getekend werd hij door de Italiaanse designer Giovanni Michelotti. Hij werd gemaakt van augustus 1959 tot september 1965. De BMW 700 was de redder van BMW, dat ten gevolge van een rampzalige modellenpolitiek - tussen de Isetta en de V8-modellen (BMW 501/502) gaapte een enorm gat - in 1959 bedreigd werd door overname door Daimler-Benz. Deze overname kon door minderheidsaandeelhouders met de hulp van de hoofdaandeelhouder Herbert Quandt te elfder ure verhinderd worden. Het verkoopsucces van de sportieve en tevens betaalbare BMW 700 stabiliseerde de onderneming en maakte de ontwikkeling van de "Nieuwe Klasse" mogelijk. Deze laatste betekende voor BMW de definitieve doorbraak en tevens het einde van de V8-era.

## Koetswerk
Als eerste werd de BMW 700 Coupé gelanceerd, gevolgd door de BMW 700 (sedan), de BMW 700 Sport (later BMW 700 CS), de BMW LS Luxus (1962 tot 1965) en de BMW LS Coupé (1964 en 1965). De BMW 700 Coupé is de laatste zonder de typische C-stijl van de BMW-Coupés met de „Hofmeister-knik“, die bij de BMW 3200 CS gelanceerd werd.
Met de 700 verliet BMW de futuristische vorm van de BMW 600 en keerde terug naar een conventionele stijl met klassieke lijnen, zijdeuren en "notchback" achtersteven. De luchtgekoelde tweecilinder boxermotor met lichtmetalen krukkast was zoals bij de BMW 600 van een motorfiets-motor afgeleid en achteraan ingebouwd. De eerste versie uit 1959 had 22 kW (30 PK) bij 5000 omw./min, de sportievere versies later 40 PK. Vooraan bevinden zich de koffer en het reservewiel.
Van de 700- en LS-Modellen werden in totaal 181.411 stuks gebouwd.

## Galerij

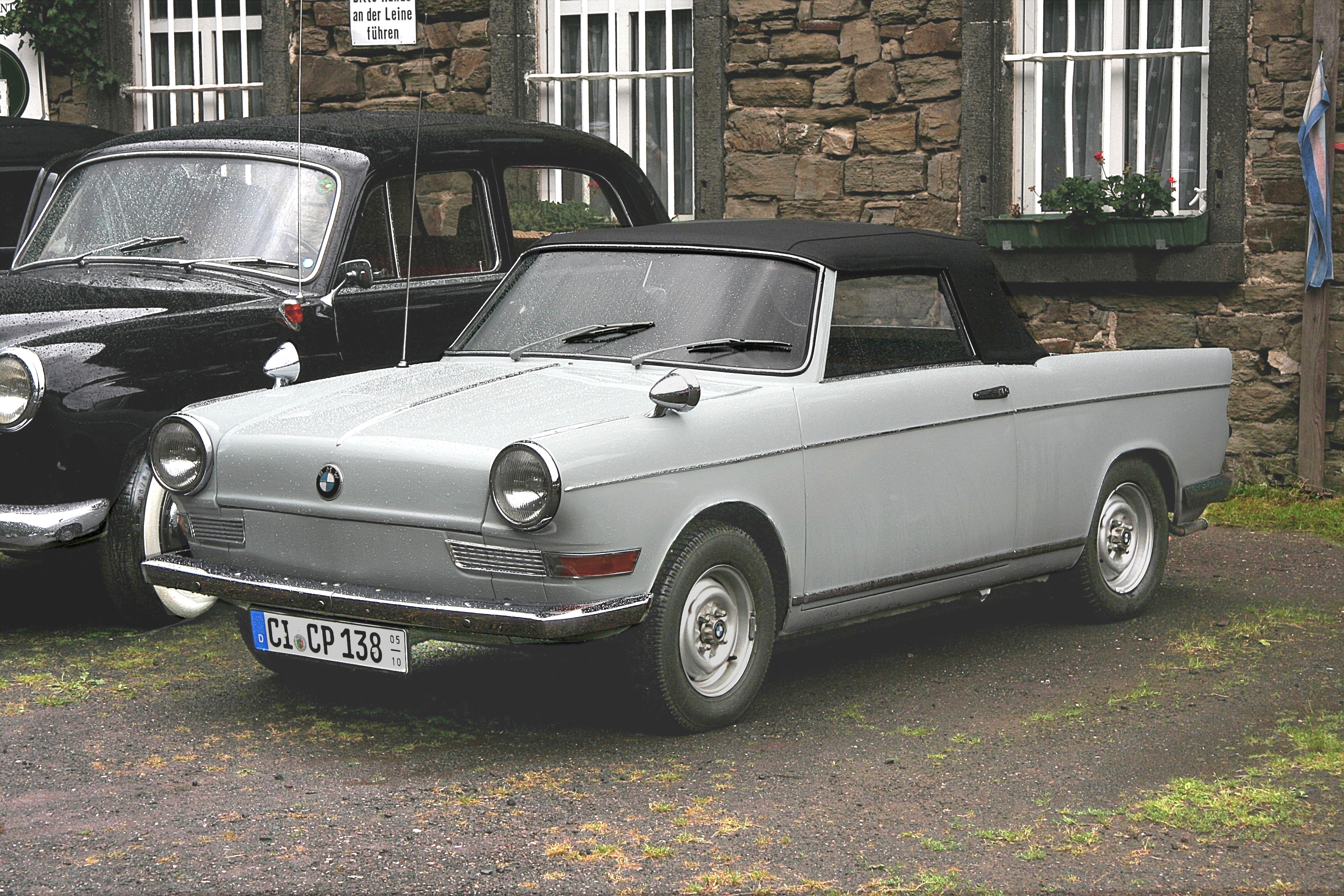
BMW 700 Cabriolet
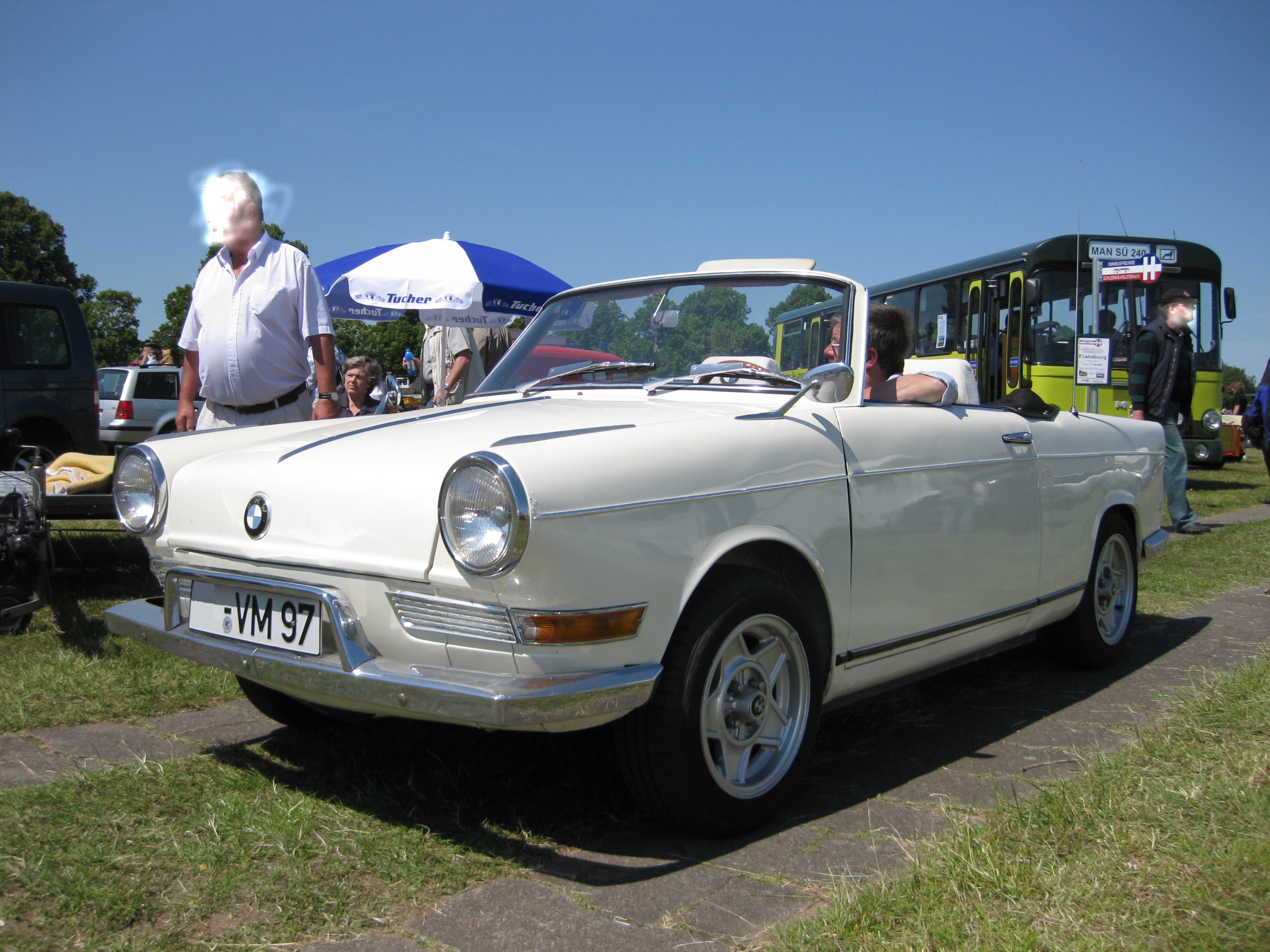
BMW 700 Cabriolet open
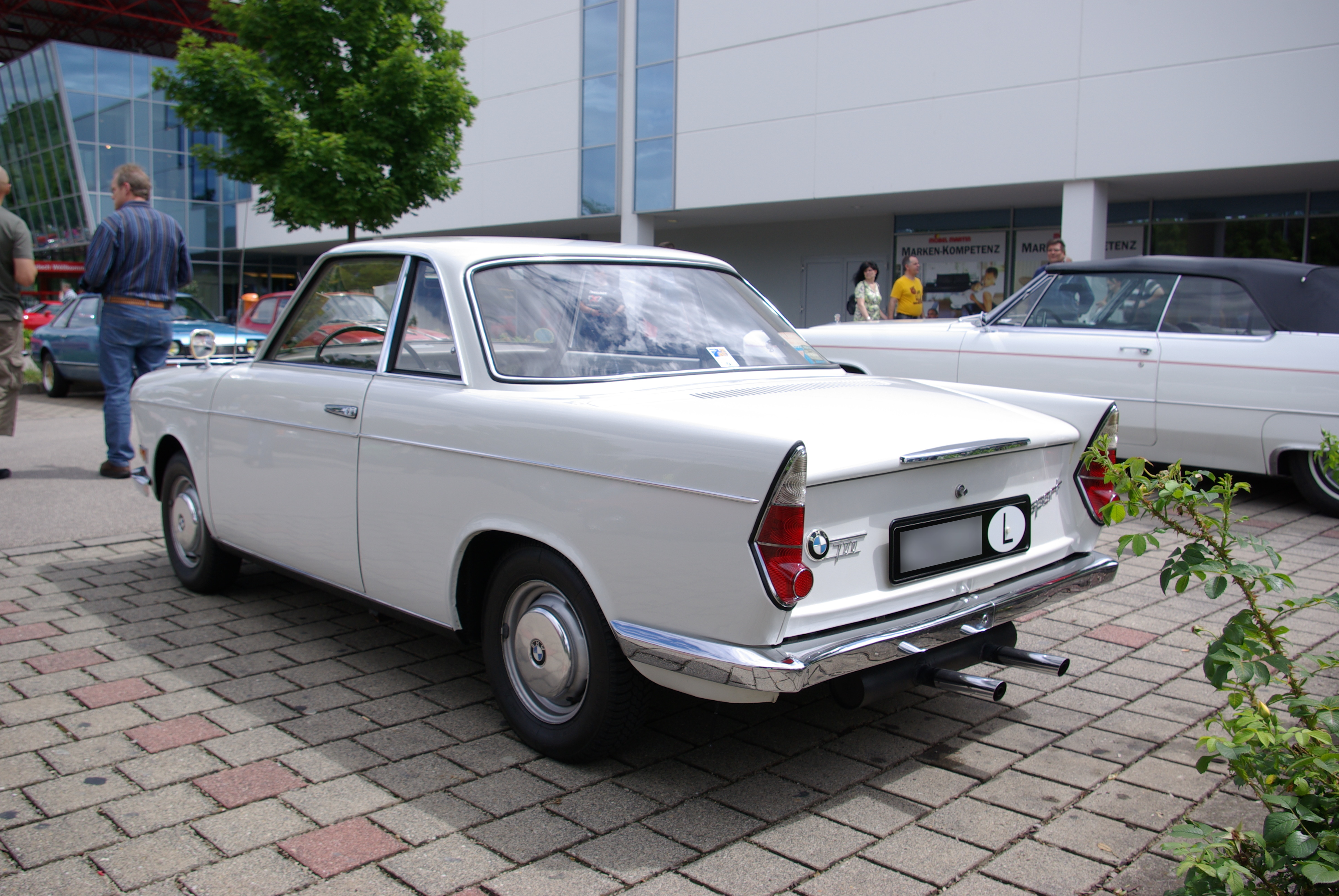
BMW 700 Sport
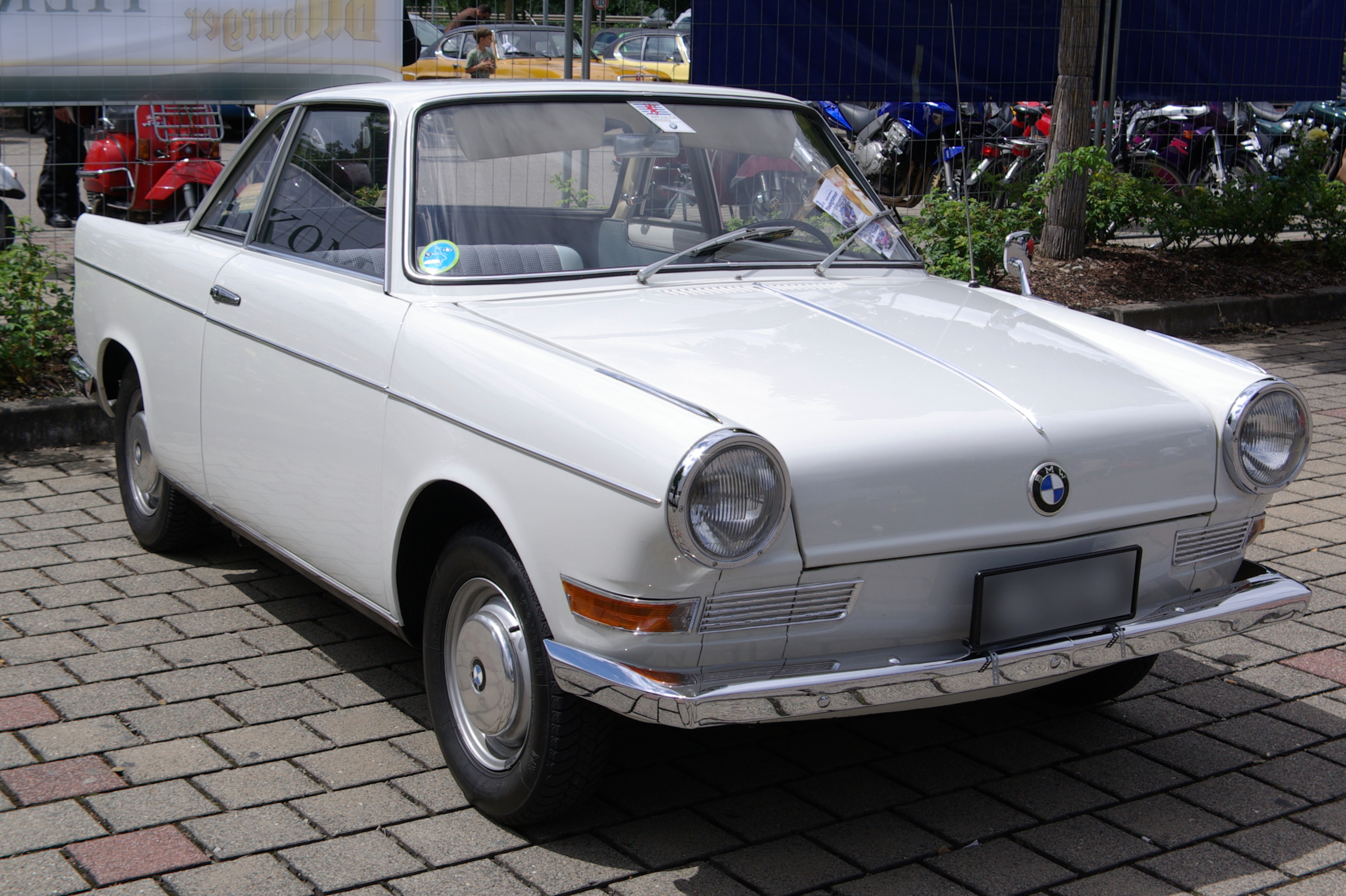
BMW 700 Sport
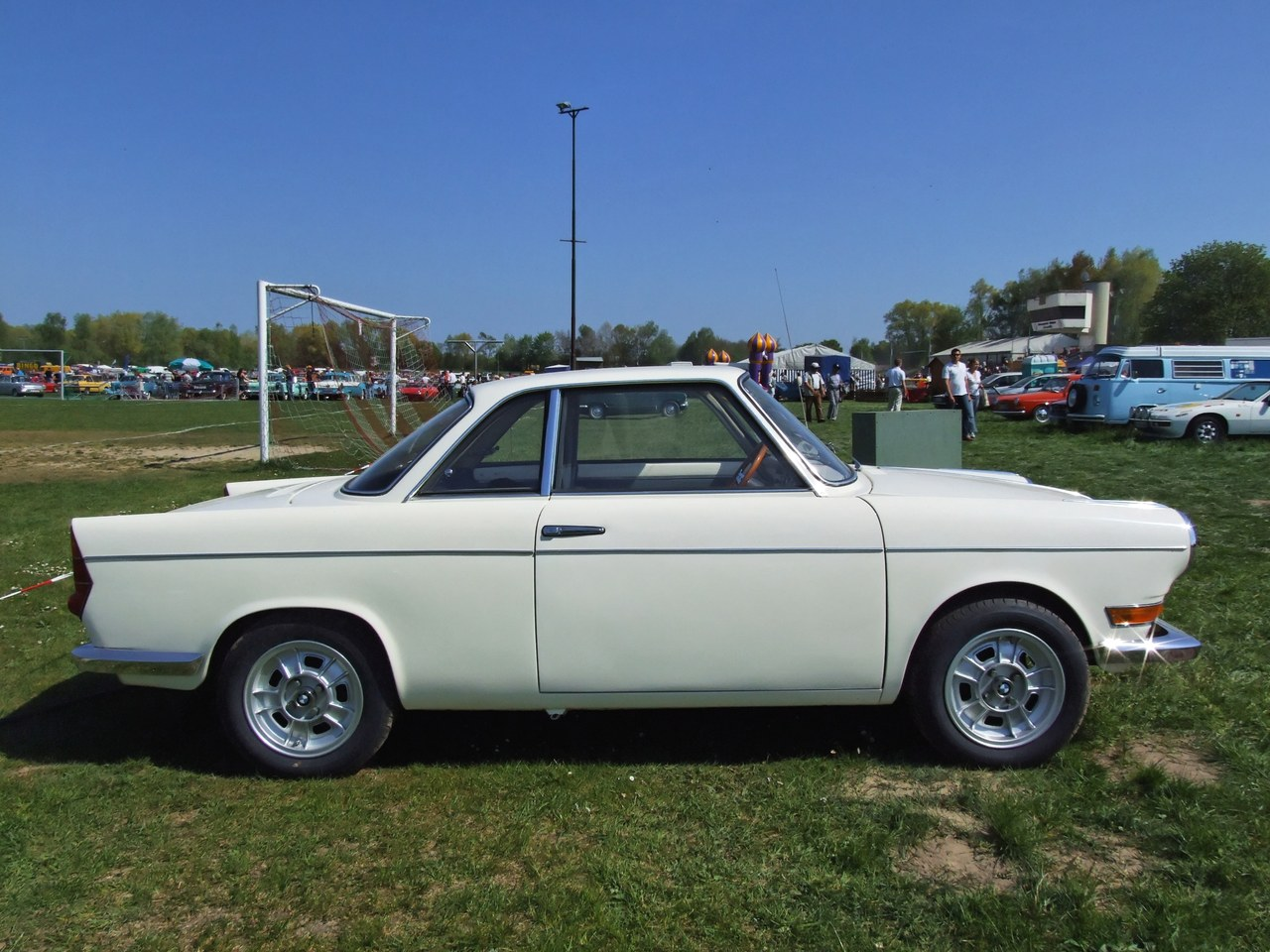
BMW 700 Sport
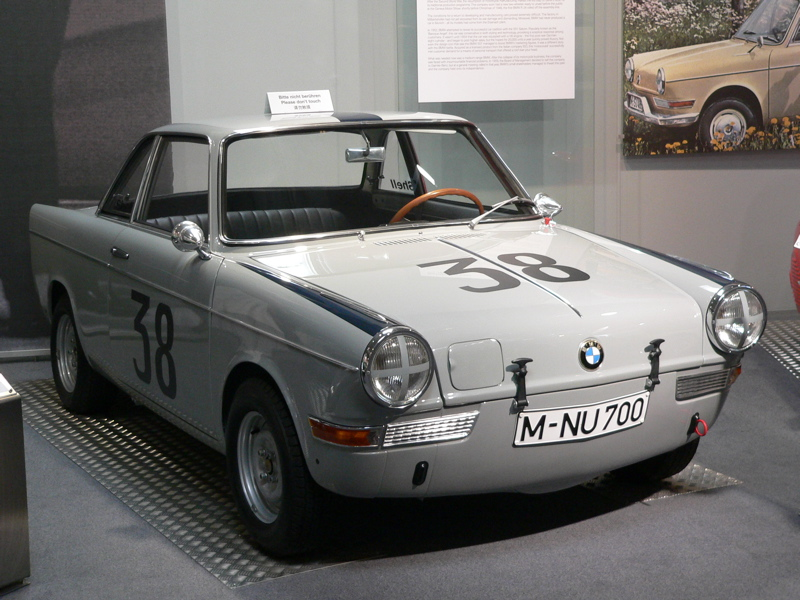
BMW 700 Sport
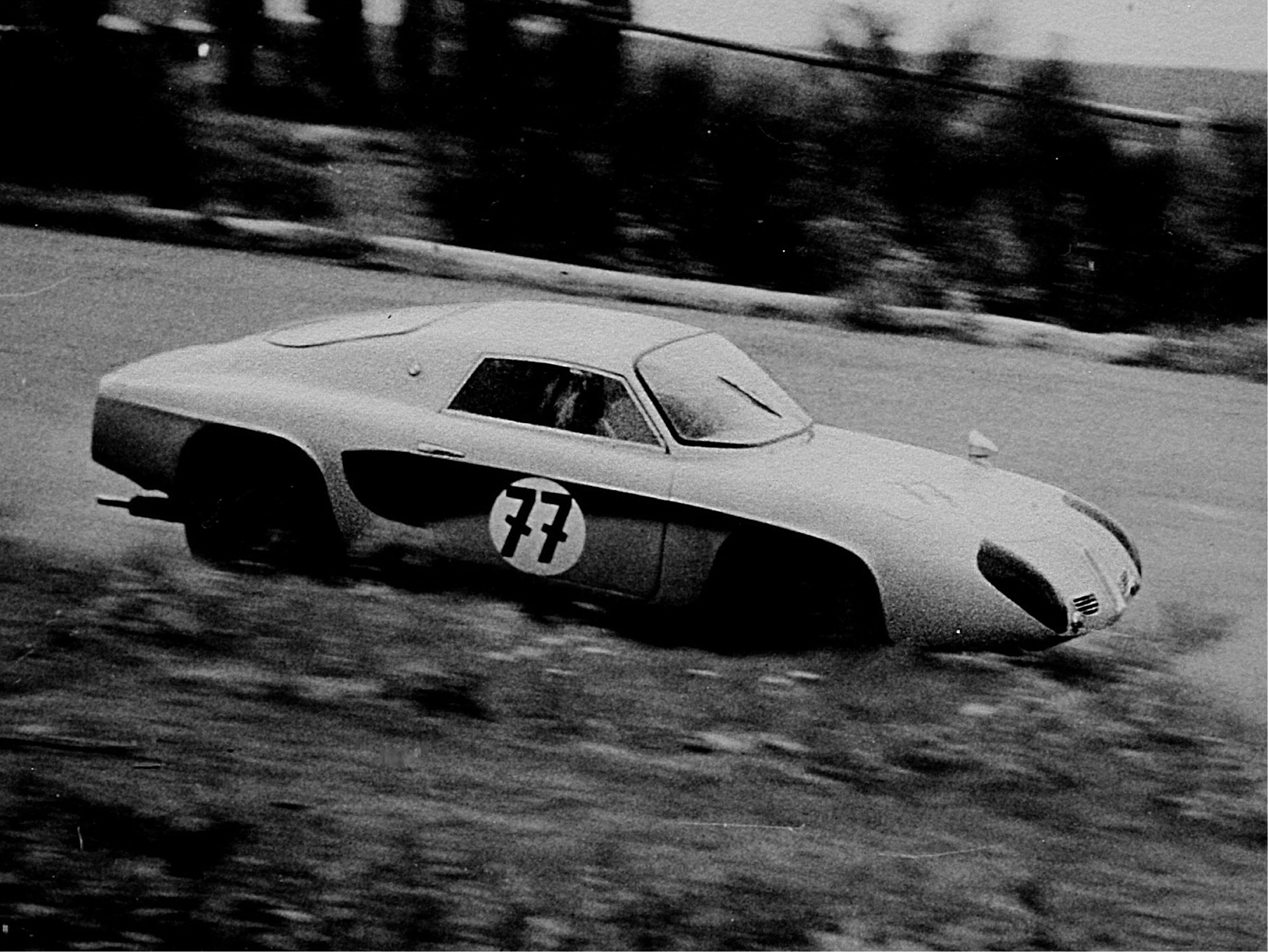
Martini-BMW bij de 1000 km van de Nürburgring
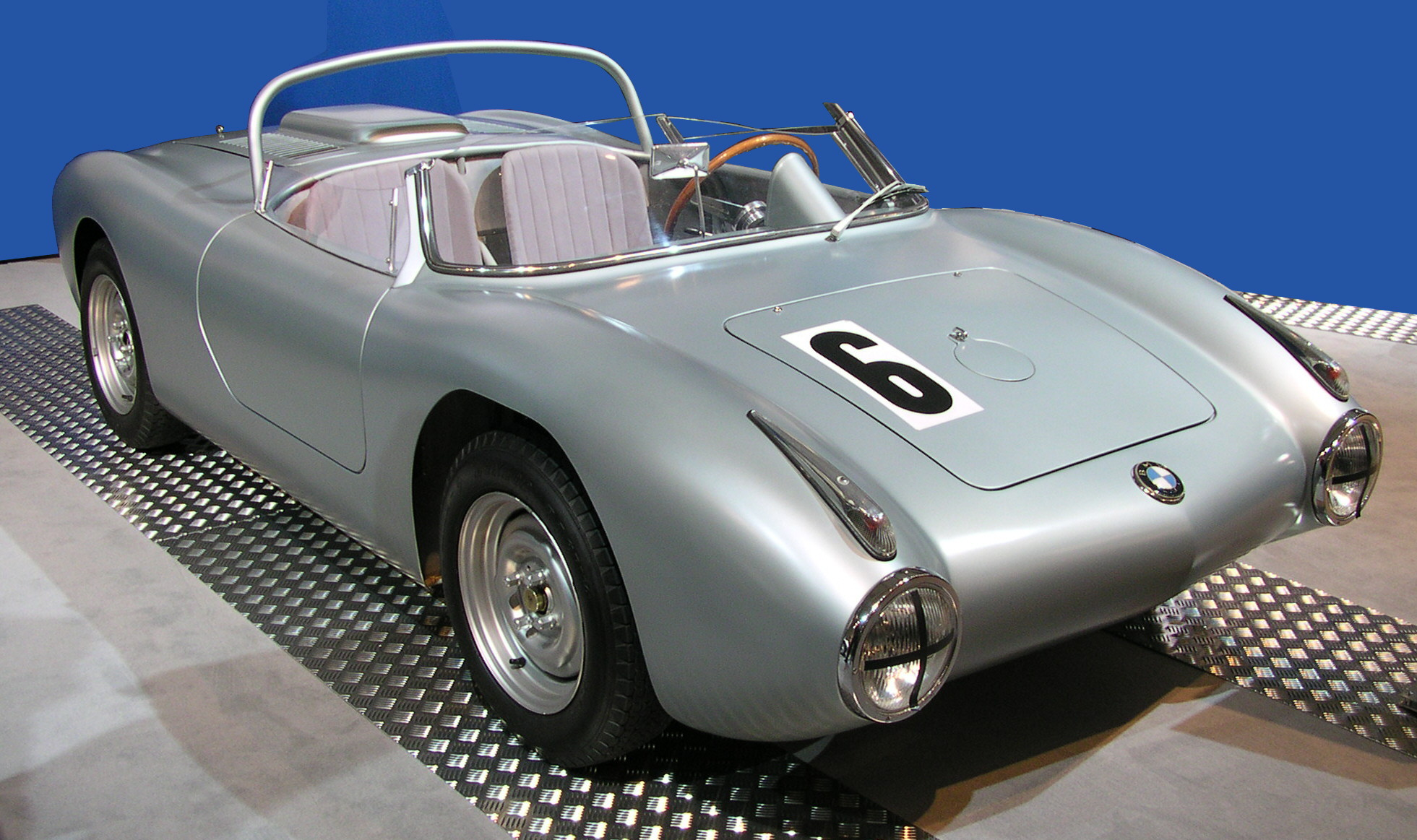
BMW 700 RS

## Voertuigspecificaties
| Type                             | BMW 700 (1959-1962)                                         | BMW 700 Sport/CS (1960–1964)                                | BMW LS Luxus (1962–1965)                                    |
| -------------------------------- | ----------------------------------------------------------- | ----------------------------------------------------------- | ----------------------------------------------------------- |
| Motor:                           | tweecilinder-boxer achterin, lichtmetalen krukkast          | tweecilinder-boxer achterin, lichtmetalen krukkast          | tweecilinder-boxer achterin, lichtmetalen krukkast          |
| Cilinderinhoud:                  | 697 cm³                                                     | 697 cm³                                                     | 697 cm³                                                     |
| Boring × Slag:                   | 78 × 73 mm                                                  | 78 × 73 mm                                                  | 78 × 73 mm                                                  |
| Max. vermogen bij 1/min:         | 22 kW (30 PK) bij 5000                                      | 29,4 kW (40 PK) bij 5700                                    | 23,5 kW (32 PK) bij 5000                                    |
| Max. koppel bij 1/min:           | 50 Nm bij 3400                                              | 51 Nm bij 4500                                              | 50 Nm bij 3400                                              |
| Compressie:                      | 7,5 : 1                                                     | 9,0 : 1                                                     | 7,5 : 1                                                     |
| Klepbediening:                   | Stoterstangen en tuimelaars, centrale nokkenas              | Stoterstangen en tuimelaars, centrale nokkenas              | Stoterstangen en tuimelaars, centrale nokkenas              |
| Koeling:                         | Geforceerde luchtkoeling (ventilator op de krukas)          | Geforceerde luchtkoeling (ventilator op de krukas)          | Geforceerde luchtkoeling (ventilator op de krukas)          |
| Versnellingsbak:                 | Vierbak met achteruitversnelling (bediening: centrale pook) | Vierbak met achteruitversnelling (bediening: centrale pook) | Vierbak met achteruitversnelling (bediening: centrale pook) |
| Wielophanging voor:              | Langsarmen                                                  | Langsarmen                                                  | Langsarmen                                                  |
| Wielophanging achter:            | Langsarmen                                                  | Langsarmen                                                  | Langsarmen                                                  |
| Vering:                          | Schroefveren rondom                                         | Schroefveren rondom                                         | Schroefveren rondom                                         |
| Koetswerk:                       | Stalen zelfdragend koetswerk                                | Stalen zelfdragend koetswerk                                | Stalen zelfdragend koetswerk                                |
| Spoorbreedte voor/achter:        | 1270/1200 mm                                                | 1270/1200 mm                                                | 1270/1200 mm                                                |
| Wielbasis:                       | 2120 mm                                                     | 2120 mm                                                     | 2280 mm                                                     |
| Bandenmaat:                      | 5.20–12“                                                    | 5.20–12“/5.50–12                                            | 5.20–12“/5.50–12“                                           |
| Afmetingen L × B × H:            | 3540 × 1480 × 1345 mm                                       | 3540 × 1480 × 1270 mm                                       | 3860 × 1480 × 1360 mm                                       |
| Leeggewicht (zonder bestuurder): | 640 kg                                                      | 650 kg                                                      | 680 kg                                                      |
| Topsnelheid:                     | 120 km/h                                                    | 135 km/h                                                    | 120 km/h                                                    |
| Prijs Nederland* (in guldens):   | 6195 (1960)                                                 | 6795 (1960)                                                 | 5850 (1962)                                                 |
| Prijs België* (in franks):       | 67.500 (1960)                                               | 74.000 (1960)                                               | 59.950 (1962)                                               |

* = excl. 13% belasting

## BMW 700 in de autosport
De BMW 700 Coupé werd van begin af aan bij rally's, heuvelklim en circuitraces ingezet. Het motorvermogen werd tot 44 kW (60 PK) bij 8000/min (compressie 9,8 : 1) verhoogd, o.a door toepassing van 2 Solex-valstroomcarburators 34 PCI. Het leeggewicht werd tot ca. 600 kg gereduceerd. Naargelang de toegepaste overbrengingsverhoudingen bereikten ze een topsnelheid van 155 km/h.
Willi Martini († 2001) beperkte zich niet tot de verbetering van standaard-700's. Zo bouwde hij in 1962, gebruikmakend van standaard onderdelen, een race-coupé uit de bestaande bodemplaat, versterkt met een stalen buizenchassis en een structuurverstevigende kunststof carrosserie. Bij de ADAC 1000 km van de Nürburgring op 19 mei 1963 werd deze slechts ca. 470 kg wegende wagen zowel met de 44 kW kopklepmotor als met een 59-kW-motor met bovenliggende nokkenas ingezet. Gecombineerd met de langste overbrengingsverhouding bereikte deze laatste een topsnelheid van boven de 200 km/u.
Hans Stuck senior werd in 1960 met een open BMW 700 RS Duits heuvelklimkampioen.